# Lüliang
Lüliang (en chino, 吕梁; pinyin, Lǚlíang) es una ciudad-prefectura de la provincia de Shanxi en la República Popular China. Su área es de 21 139 km² y su población total para 2010 superó los 3,7 millones de habitantes. 

## Administración
La ciudad prefectura de Lüliang está conformada de 11 localidades que se administran en 1 distrito urbano, 1 ciudad suburbana y 9 condados rurales.
- Distrito Lishi 离石区
- Ciudad Xiaoyi 孝义市
- Ciudad Fenyang 汾阳市
- Condado Wenshui 文水县
- Condado hongyang 中阳县
- Condado Xing 兴县
- Condado Lin 临县
- Conddo Fangshan 方山县
- Condado Liulin 柳林县
- Condado Lan  岚县
- Condado Jiaokou 交口县
- Condado Jiaocheng 交城县
- Condado Shilou 石楼县

## Toponimia
El topónimo Lüliang [/Líu-Liáng/] significa 'el pilar Lu «columna»', recibe su nombre debido a los montes Lüliang (吕梁山) que atraviesa todo el territorio de norte a sur. En el área urbana se encuentra la montaña Guji (骨脊山), antiguamente conocida Lüliang. Según el Anuario de la Prefectura Fenzhou: 'La montaña Lülian o Guji... con el monte Tai a la izquierda, el monte Hua a la derecha, el monte Chang a un lado, y el monte Heng hacia el este, esta montaña (Lüliang) se eleva en el centro, siendo la espina dorsal del cielo y la tierra.

## Clima
Lüliang tiene un clima continental con influencia monzónica que, según la clasificación climática de Köppen, se encuentra en el límite entre los regímenes semiárido y continental húmedo, y presenta una gran variación de temperatura diurna. Los inviernos son fríos y muy secos, mientras que los veranos son calurosos y ligeramente húmedos. La temperatura media diaria varía de -7,0 °C en enero a 23,7 °C en julio, mientras que la media anual es de 9,5 °C . Cerca de las tres cuartas partes de la precipitación anual se produce de junio a septiembre.
| Parámetros climáticos promedio de Lüliang (1971–2000) | Parámetros climáticos promedio de Lüliang (1971–2000) | Parámetros climáticos promedio de Lüliang (1971–2000) | Parámetros climáticos promedio de Lüliang (1971–2000) | Parámetros climáticos promedio de Lüliang (1971–2000) | Parámetros climáticos promedio de Lüliang (1971–2000) | Parámetros climáticos promedio de Lüliang (1971–2000) | Parámetros climáticos promedio de Lüliang (1971–2000) | Parámetros climáticos promedio de Lüliang (1971–2000) | Parámetros climáticos promedio de Lüliang (1971–2000) | Parámetros climáticos promedio de Lüliang (1971–2000) | Parámetros climáticos promedio de Lüliang (1971–2000) | Parámetros climáticos promedio de Lüliang (1971–2000) | Parámetros climáticos promedio de Lüliang (1971–2000) |
| Mes                                                   | Ene.                                                  | Feb.                                                  | Mar.                                                  | Abr.                                                  | May.                                                  | Jun.                                                  | Jul.                                                  | Ago.                                                  | Sep.                                                  | Oct.                                                  | Nov.                                                  | Dic.                                                  | Anual                                                 |
| ----------------------------------------------------- | ----------------------------------------------------- | ----------------------------------------------------- | ----------------------------------------------------- | ----------------------------------------------------- | ----------------------------------------------------- | ----------------------------------------------------- | ----------------------------------------------------- | ----------------------------------------------------- | ----------------------------------------------------- | ----------------------------------------------------- | ----------------------------------------------------- | ----------------------------------------------------- | ----------------------------------------------------- |
| Temp. máx. media (°C)                                 | −0.2                                                  | 3.9                                                   | 10.6                                                  | 19.2                                                  | 25.3                                                  | 28.9                                                  | 29.9                                                  | 28.0                                                  | 23.3                                                  | 17.0                                                  | 8.6                                                   | 1.6                                                   | 16.3                                                  |
| Temp. mín. media (°C)                                 | −13.6                                                 | −9.5                                                  | −2.8                                                  | 3.9                                                   | 9.9                                                   | 14.3                                                  | 17.1                                                  | 15.9                                                  | 9.9                                                   | 3.2                                                   | −4.0                                                  | −11.1                                                 | 2.8                                                   |
| Precipitación total (mm)                              | 2.7                                                   | 5.2                                                   | 12.1                                                  | 22.0                                                  | 30.7                                                  | 60.2                                                  | 100.5                                                 | 120.2                                                 | 61.2                                                  | 30.2                                                  | 13.1                                                  | 3.4                                                   | 461.5                                                 |
| Días de precipitaciones (≥ 0.1 mm)                    | 2.4                                                   | 3.4                                                   | 5.0                                                   | 5.3                                                   | 6.2                                                   | 8.3                                                   | 11.4                                                  | 11.5                                                  | 8.6                                                   | 6.1                                                   | 3.9                                                   | 2.2                                                   | 74.3                                                  |
| Fuente: Weather.com.cn                                |                                                       |                                                       |                                                       |                                                       |                                                       |                                                       |                                                       |                                                       |                                                       |                                                       |                                                       |                                                       |                                                       |